# تشارلز طومسون
تشارلز طومسون (بالإنجليزية: Charles Thompson)‏ هو لاعب كرة قدم أمريكية ومتحدث تحفيزي أمريكي، ولد في 28 مايو 1968 في لوتون في الولايات المتحدة.